# Tournoi de Londres de rugby à sept 2007
Navigation
2006 2008
Le Tournoi de Londres de rugby à sept 2007 (anglais : London rugby sevens 2007) est la 7e et avant-dernière étape de la saison 2006-2007 du IRB Sevens World Series. Elle se déroule les 26 et 27 mai 2007 au Stade de Twickenham à Londres, en Angleterre.
La victoire finale revient à l'équipe de Nouvelle-Zélande, qui bat en finale l'équipe des Fidji sur le score de 29 à 7.

## Équipes participantes
Seize équipes participent au tournoi :
- Afrique du Sud
- Angleterre
- Argentine
- Australie
- Canada
- Fidji
- France
- Pays de Galles
- Géorgie
- Italie
- Kenya
- Nouvelle-Zélande
- Portugal
- Russie
- Samoa
- Écosse

## Phase de poules

### Poule A
| Rang | Pays      | J | V | N | D | Pm  | Pe  | Diff | Pts |
| ---- | --------- | - | - | - | - | --- | --- | ---- | --- |
| 1    | Fidji     | 3 | 2 | 1 | 0 | 102 | 38  | +64  | 8   |
| 2    | Argentine | 3 | 2 | 1 | 0 | 93  | 31  | +62  | 8   |
| 3    | France    | 3 | 1 | 0 | 2 | 55  | 52  | +3   | 5   |
| 4    | Russie    | 3 | 0 | 0 | 3 | 7   | 136 | -129 | 3   |

|  | Fidji | 21 - 19 | France | Stade de Twickenham, Londres |
|  |       |         |        | Stade de Twickenham, Londres |
|  |       |         |        | Stade de Twickenham, Londres |

|  | Argentine | 50 - 0 | Russie | Stade de Twickenham, Londres |
|  |           |        |        | Stade de Twickenham, Londres |
|  |           |        |        | Stade de Twickenham, Londres |

|  | Argentine | 24 - 12 | France | Stade de Twickenham, Londres |
|  |           |         |        | Stade de Twickenham, Londres |
|  |           |         |        | Stade de Twickenham, Londres |

|  | Fidji | 62 - 0 | Russie | Stade de Twickenham, Londres |
|  |       |        |        | Stade de Twickenham, Londres |
|  |       |        |        | Stade de Twickenham, Londres |

|  | France | 24 - 7 | Russie | Stade de Twickenham, Londres |
|  |        |        |        | Stade de Twickenham, Londres |
|  |        |        |        | Stade de Twickenham, Londres |

|  | Fidji | 19 - 19 | Argentine | Stade de Twickenham, Londres |
|  |       |         |           | Stade de Twickenham, Londres |
|  |       |         |           | Stade de Twickenham, Londres |

### Poule B
| Rang | Pays      | J | V | N | D | Pm | Pe  | Diff | Pts |
| ---- | --------- | - | - | - | - | -- | --- | ---- | --- |
| 1    | Samoa     | 3 | 3 | 0 | 0 | 84 | 17  | +67  | 9   |
| 2    | Australie | 3 | 2 | 0 | 1 | 69 | 36  | +33  | 7   |
| 3    | Canada    | 3 | 1 | 0 | 2 | 50 | 53  | -3   | 5   |
| 4    | Géorgie   | 3 | 0 | 0 | 3 | 10 | 107 | -97  | 3   |

|  | Samoa | 17 - 7 | Australie | Stade de Twickenham, Londres |
|  |       |        |           | Stade de Twickenham, Londres |
|  |       |        |           | Stade de Twickenham, Londres |

|  | Canada | 26 - 5 | Géorgie | Stade de Twickenham, Londres |
|  |        |        |         | Stade de Twickenham, Londres |
|  |        |        |         | Stade de Twickenham, Londres |

|  | Australie | 24 - 19 | Canada | Stade de Twickenham, Londres |
|  |           |         |        | Stade de Twickenham, Londres |
|  |           |         |        | Stade de Twickenham, Londres |

|  | Samoa | 43 - 5 | Géorgie | Stade de Twickenham, Londres |
|  |       |        |         | Stade de Twickenham, Londres |
|  |       |        |         | Stade de Twickenham, Londres |

|  | Australie | 38 - 0 | Géorgie | Stade de Twickenham, Londres |
|  |           |        |         | Stade de Twickenham, Londres |
|  |           |        |         | Stade de Twickenham, Londres |

|  | Samoa | 24 - 5 | Canada | Stade de Twickenham, Londres |
|  |       |        |        | Stade de Twickenham, Londres |
|  |       |        |        | Stade de Twickenham, Londres |

### Poule C
| Rang | Pays             | J | V | N | D | Pm  | Pe | Diff | Pts |
| ---- | ---------------- | - | - | - | - | --- | -- | ---- | --- |
| 1    | Nouvelle-Zélande | 3 | 3 | 0 | 0 | 134 | 17 | +117 | 9   |
| 2    | Écosse           | 3 | 1 | 1 | 1 | 45  | 62 | -17  | 6   |
| 3    | Italie           | 3 | 1 | 0 | 2 | 29  | 72 | -43  | 5   |
| 4    | Kenya            | 3 | 0 | 1 | 2 | 34  | 91 | -57  | 4   |

|  | Nouvelle-Zélande | 43 - 7 | Écosse | Stade de Twickenham, Londres |
|  |                  |        |        | Stade de Twickenham, Londres |
|  |                  |        |        | Stade de Twickenham, Londres |

|  | Italie | 29 - 5 | Kenya | Stade de Twickenham, Londres |
|  |        |        |       | Stade de Twickenham, Londres |
|  |        |        |       | Stade de Twickenham, Londres |

|  | Écosse | 19 - 19 | Kenya | Stade de Twickenham, Londres |
|  |        |         |       | Stade de Twickenham, Londres |
|  |        |         |       | Stade de Twickenham, Londres |

|  | Nouvelle-Zélande | 48 - 0 | Italie | Stade de Twickenham, Londres |
|  |                  |        |        | Stade de Twickenham, Londres |
|  |                  |        |        | Stade de Twickenham, Londres |

|  | Écosse | 19 - 0 | Italie | Stade de Twickenham, Londres |
|  |        |        |        | Stade de Twickenham, Londres |
|  |        |        |        | Stade de Twickenham, Londres |

|  | Nouvelle-Zélande | 43 - 10 | Kenya | Stade de Twickenham, Londres |
|  |                  |         |       | Stade de Twickenham, Londres |
|  |                  |         |       | Stade de Twickenham, Londres |

### Poule D
| Rang | Pays           | J | V | N | D | Pm | Pe | Diff | Pts |
| ---- | -------------- | - | - | - | - | -- | -- | ---- | --- |
| 1    | Pays de Galles | 3 | 2 | 0 | 1 | 51 | 38 | +13  | 7   |
| 2    | Afrique du Sud | 3 | 2 | 0 | 1 | 55 | 43 | +12  | 7   |
| 3    | Angleterre     | 3 | 2 | 0 | 1 | 36 | 50 | -14  | 7   |
| 4    | Portugal       | 3 | 0 | 0 | 3 | 40 | 51 | -11  | 3   |

|  | Angleterre | 17 - 14 | Afrique du Sud | Stade de Twickenham, Londres |
|  |            |         |                | Stade de Twickenham, Londres |
|  |            |         |                | Stade de Twickenham, Londres |

|  | Pays de Galles | 15 - 14 | Portugal | Stade de Twickenham, Londres |
|  |                |         |          | Stade de Twickenham, Londres |
|  |                |         |          | Stade de Twickenham, Londres |

|  | Pays de Galles | 22 - 0 | Angleterre | Stade de Twickenham, Londres |
|  |                |        |            | Stade de Twickenham, Londres |
|  |                |        |            | Stade de Twickenham, Londres |

|  | Afrique du Sud | 17 - 12 | Portugal | Stade de Twickenham, Londres |
|  |                |         |          | Stade de Twickenham, Londres |
|  |                |         |          | Stade de Twickenham, Londres |

|  | Angleterre | 19 - 14 | Portugal | Stade de Twickenham, Londres |
|  |            |         |          | Stade de Twickenham, Londres |
|  |            |         |          | Stade de Twickenham, Londres |

|  | Afrique du Sud | 24 - 14 | Pays de Galles | Stade de Twickenham, Londres |
|  |                |         |                | Stade de Twickenham, Londres |
|  |                |         |                | Stade de Twickenham, Londres |

## Phase finale
Résultats de la phase finale

### Tournois principaux

#### Cup
|  | Quarts de finale | Quarts de finale |                  |    | Demi-finales | Demi-finales |  |  | Finale | Finale |
|  | Quarts de finale | Quarts de finale |                  |    | Demi-finales | Demi-finales |  |  | Finale | Finale |
|  |                  |                  |                  |    |              |              |  |  |        |        |
|  |                  |                  |                  |    |              |              |  |  |        |        |
|  |                  |                  |                  |    |              |              |  |  |        |        |
|  | Nouvelle-Zélande | 14               |                  |    |              |              |  |  |        |        |
|  | Nouvelle-Zélande | 14               |                  |    |              |              |  |  |        |        |
|  | Afrique du Sud   | 0                |                  |    |              |              |  |  |        |        |
|  | Afrique du Sud   | 0                | Nouvelle-Zélande | 19 |              |              |  |  |        |        |
|  |                  |                  | Nouvelle-Zélande | 19 |              |              |  |  |        |        |
|  |                  | Samoa            | 0                |    |              |              |  |  |        |        |
|  | Samoa            | Samoa            | 0                | 39 |              |              |  |  |        |        |
|  | Samoa            |                  |                  | 39 |              |              |  |  |        |        |
|  | Argentine        | 10               |                  |    |              |              |  |  |        |        |
|  | Argentine        | 10               | Nouvelle-Zélande | 29 |              |              |  |  |        |        |
|  |                  |                  | Nouvelle-Zélande | 29 |              |              |  |  |        |        |
|  |                  | Fidji            | 7                |    |              |              |  |  |        |        |
|  | Fidji            | Fidji            | 7                | 26 |              |              |  |  |        |        |
|  | Fidji            |                  |                  | 26 |              |              |  |  |        |        |
|  | Australie        | 10               |                  |    |              |              |  |  |        |        |
|  | Australie        | 10               | Fidji            | 24 |              |              |  |  |        |        |
|  |                  |                  | Fidji            | 24 |              |              |  |  |        |        |
|  |                  | Pays de Galles   | 7                |    |              |              |  |  |        |        |
|  | Pays de Galles   | Pays de Galles   | 7                | 15 |              |              |  |  |        |        |
|  | Pays de Galles   |                  |                  | 15 |              |              |  |  |        |        |
|  | Écosse           | 5                |                  |    |              |              |  |  |        |        |
|  | Écosse           | 5                |                  |    |              |              |  |  |        |        |

#### Bowl
|  | Quarts de finale | Quarts de finale |            |    | Demi-finales | Demi-finales |  |  | Finale | Finale |
|  | Quarts de finale | Quarts de finale |            |    | Demi-finales | Demi-finales |  |  | Finale | Finale |
|  |                  |                  |            |    |              |              |  |  |        |        |
|  |                  |                  |            |    |              |              |  |  |        |        |
|  |                  |                  |            |    |              |              |  |  |        |        |
|  | Angleterre       | 19               |            |    |              |              |  |  |        |        |
|  | Angleterre       | 19               |            |    |              |              |  |  |        |        |
|  | Kenya            | 0                |            |    |              |              |  |  |        |        |
|  | Kenya            | 0                | Angleterre | 17 |              |              |  |  |        |        |
|  |                  |                  | Angleterre | 17 |              |              |  |  |        |        |
|  |                  | France           | 7          |    |              |              |  |  |        |        |
|  | France           | France           | 7          | 31 |              |              |  |  |        |        |
|  | France           |                  |            | 31 |              |              |  |  |        |        |
|  | Géorgie          | 0                |            |    |              |              |  |  |        |        |
|  | Géorgie          | 0                | Angleterre | 10 |              |              |  |  |        |        |
|  |                  |                  | Angleterre | 10 |              |              |  |  |        |        |
|  |                  | Portugal         | 0          |    |              |              |  |  |        |        |
|  | Portugal         | Portugal         | 0          | 5  |              |              |  |  |        |        |
|  | Portugal         |                  |            | 5  |              |              |  |  |        |        |
|  | Italie           | 0                |            |    |              |              |  |  |        |        |
|  | Italie           | 0                | Portugal   | 19 |              |              |  |  |        |        |
|  |                  |                  | Portugal   | 19 |              |              |  |  |        |        |
|  |                  | Russie           | 12         |    |              |              |  |  |        |        |
|  | Russie           | Russie           | 12         | 19 |              |              |  |  |        |        |
|  | Russie           |                  |            | 19 |              |              |  |  |        |        |
|  | Canada           | 5                |            |    |              |              |  |  |        |        |
|  | Canada           | 5                |            |    |              |              |  |  |        |        |

### Matchs de classement

#### Plate
|  | Demi-finales   | Demi-finales |                |    | Finale | Finale |
|  | Demi-finales   | Demi-finales |                |    | Finale | Finale |
|  |                |              |                |    |        |        |
|  |                |              |                |    |        |        |
|  |                |              |                |    |        |        |
|  | Afrique du Sud | 17           |                |    |        |        |
|  | Afrique du Sud | 17           |                |    |        |        |
|  | Argentine      | 14           |                |    |        |        |
|  | Argentine      | 14           | Afrique du Sud | 14 |        |        |
|  |                |              | Afrique du Sud | 14 |        |        |
|  |                | Australie    | 5              |    |        |        |
|  | Australie      | Australie    | 5              | 15 |        |        |
|  | Australie      |              |                | 15 |        |        |
|  | Écosse         | 5            |                |    |        |        |
|  | Écosse         | 5            |                |    |        |        |

#### Shield
|  | Demi-finales | Demi-finales |       |    | Finale | Finale |
|  | Demi-finales | Demi-finales |       |    | Finale | Finale |
|  |              |              |       |    |        |        |
|  |              |              |       |    |        |        |
|  |              |              |       |    |        |        |
|  | Kenya        | 19           |       |    |        |        |
|  | Kenya        | 19           |       |    |        |        |
|  | Géorgie      | 0            |       |    |        |        |
|  | Géorgie      | 0            | Kenya | 15 |        |        |
|  |              |              | Kenya | 15 |        |        |
|  |              | Italie       | 0     |    |        |        |
|  | Italie       | Italie       | 0     | 17 |        |        |
|  | Italie       |              |       | 17 |        |        |
|  | Canada       | 12           |       |    |        |        |
|  | Canada       | 12           |       |    |        |        |

## Bilan
Statistiques sportives 
- Meilleur marqueur du tournoi :  Afeleke Pelenise (11 essais)
- Meilleur réalisateur du tournoi :  Afeleke Pelenise (55 points)